# Kowale Oleckie
Kowale Oleckie (Kowahlen fino al 1938, Reimannswalde dal 1938 al 1945) è un comune rurale polacco del distretto di Olecko, nel voivodato della Varmia-Masuria.
Ricopre una superficie di 251,61 km² e nel 2004 contava 5 494 abitanti.